# Turbina Turgo

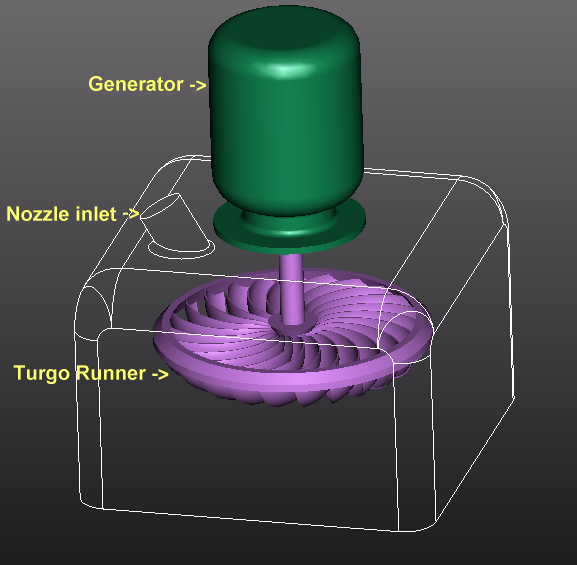
Esquema de una turbina Turgo con su correspondiente generador en la parte superior.

La turbina Turgo es una turbina hidráulica de impulso diseñada para saltos de desnivel medio.
Fue desarrollada por la compañía Gilkes en 1919 a partir de una modificación de la turbina Pelton; la Turgo tiene varias ventajas sobre la turbina Francis y la Pelton en determinadas aplicaciones.
En primer lugar, el rodete es más barato de fabricar que el de una Pelton. En segundo lugar no necesita una carcasa hermética como la Francis. En tercer lugar tiene una velocidad específica más elevada y puede manejar un mayor flujo para el mismo diámetro que una turbina Pelton, conllevando por tanto una reducción del coste del generador y de la instalación.
Las Turgo operan en un campo de desniveles en el que se solapan las turbinas Francis y Pelton. Aunque existen muchas instalaciones grandes con turbinas Turgo, estas se utilizan más en instalaciones hidráulicas pequeñas en las que es importante el bajo coste.

## Teoría del funcionamiento
La turbina Turgo es una turbina de tipo impulso. El agua no cambia de presión cuando pasa a través de los álabes de la turbina. La energía potencial del agua se convierte en energía cinética en la tobera de entrada o inyector. El chorro de agua a alta velocidad se dirige contra los álabes de la turbina que lo desvían e invierten el flujo. El impulso resultante hace girar el rodete de la turbina, comunicando la energía al eje de la turbina. Finalmente el agua sale con muy poca energía. Los rodetes de una turbina Turgo pueden tener un rendimiento por encima del 90%.
El rodete de una Turgo se parece a un rodete Pelton partido por la mitad. Para la misma potencia, el rodete Turgo tiene la mitad del diámetro que el de un rodete Pelton y dobla la velocidad específica. La Turgo puede manejar un mayor flujo de agua que la Pelton debido a que el agua que sale no interfiere con las paletas adyacentes.
La velocidad específica de los rodetes Turgo se encuentra situada entre la de las turbinas Francis y Pelton. Se pueden usar una o varias toberas o inyectores. Incrementando el número de inyectores se incrementa la velocidad específica del rodete en la raíz cuadrada del número de chorros (cuatro chorros rinden dos veces la velocidad específica de un chorro para la misma turbina).